# Harry Dean Stanton
Harry Dean Stanton (Irvine, 14 de julho de 1926 – Los Angeles, 15 de setembro de 2017) foi um ator, cantor e músico norte-americano.
Com carreira prolífica, Harry se mantinha atuando no cinema, e também na televisão, desde 1957. Em 1988 fez parte do júri do Festival de Cinema de Veneza. Até 1971 era creditado nos filmes e na televisão apenas como Dean Stanton, para evitar ser confundido com o ator Harry Stanton, com quem atuou em 1969 em episódio do seriado Petticoat Junction.

## Vida pessoal
Dean Stanton nasceu em Irvine, no Kentucky, filho de Sheridan Harry Stanton, barbeiro e plantador de tabaco, e de Ersel Moberly, uma cozinheira. Seus pais se divorciaram quando Dean estava no ensino médio. Ele ainda tinha dois irmãos mais novos, Archie e Ralph, e um meio irmão mais novo, Stan. Dean estudou na Universidade de Kentucky, em Lexington, onde começou sua atuação no teatro. Ele se formou em jornalismo e rádio e TV. Seu professor de teatro o convenceu a deixar a universidade para se tornar ator. Assim, ele ingressou na Pasadena Playhouse, em Pasadena, Califórnia.
Dean também é um veterano da Segunda Guerra Mundial, tendo servido como cozinheiro embarcado durante a Batalha de Okinawa.

## Os Vingadores
O ator faz uma rápida aparição no filme Os Vingadores, da Marvel, onde ele se encontra com o personagem Bruce Banner/Hulk, interpretado por Mark Ruffalo. O ator também participa do primeiro episódio da segunda temporada de Two and a Half Men de 2004, estrelada por Charlie Sheen e Jon Cryer, juntamente com Elvis Costello e Sean Penn.

## Morte
Dean faleceu em 15 de setembro de 2017, no Centro Médico Cedars-Sinai, em Los Angeles, Califórnia, aos 91 anos. O ator nunca se casou.

## Filmografia
- Tomahawk Trail (1957)
- Cool Hand Luke (1967)
- Kelly's Heroes (1970)
- Cisco Pike (1972)
- Dillinger (1973)
- Pat Garrett & Billy the Kid (1973)
- The Godfather: Part II (1974)
- Alien (1979)
- The Rose (1979)
- Private Benjamin (1980)
- Escape from New York (1981)
- One from the Heart (1982)
- Christine (1983)
- Paris, Texas (1984, dirigido por Wim Wenders)
- Repo Man (1984)
- Fool for Love (1985)
- Pretty in Pink (1986)
- The Last Temptation of Christ (1988)
- Twister (1989)
- Wild at Heart (1990)
- Man Trouble (1992), Never Talk to Strangers (1995)
- Fear and Loathing in Las Vegas (1998)
- The Green Mile (1999)
- The Straight Story (1999)
- The Man Who Cried (2000)
- Sand (2000)
- The Pledge (2001)
- Alpha Dog (2005)
- Inland Empire (2006)
- Os Vingadores (2012)
- Lucky (2017)

## Prêmios e indicações
Em 2000 foi indicado no Screen Actors Guild Awards, na categoria de atuação extraordinária de elenco em cinema, pelo filme The Green Mile (1999).
Em 2007 foi indicado no Satellite Awards, na categoria de melhor ator coadjuvante, pela atuação no seriado Big Love.